# Knipolegus cabanisi
A Knipolegus cabanisi a madarak (Aves) osztályának a verébalakúak (Passeriformes) rendjébe és a királygébicsfélék (Tyrannidae) családjába tartozó faj.

## Rendszerezése
A fajt Fritz Schulz írta le 1882-ben, a Cnipolegus nembe Cnipolegus Cabanisi néven. Sorolják a Knipolegus signatus alfajaként Knipolegus signatus cabanisi néven is.

## Előfordulása
Az Andok keleti oldalán, Argentína, Bolívia és Peru területén honos. Természetes élőhelyei a szubtrópusi és trópusi hegyi esőerdők és bokrosok, folyók és patakok környékén. Állandó, nem vonuló faj.

## Természetvédelmi helyzete
Az elterjedési területe nagyon nagy, egyedszáma pedig stabil. A Természetvédelmi Világszövetség Vörös listáján nem fenyegetett fajként szerepel.